# Елецкие говоры
Еле́цкие го́воры — говоры южнорусского наречия, распространённые в западной части Липецкой и в приграничных с ней районах Орловской, Курской и Воронежской областей. Елецкие говоры входят в состав межзональных говоров типа Б южного наречия наряду с оскольскими и тульскими говорами, размещёнными в области взаимопересечения изоглосс Курско-Орловской группы говоров и изоглосс юго-западной диалектной зоны I пучка, в наибольшей степени продвинутого на восток — с одной стороны и изоглосс Восточной (Рязанской) группы говоров — с другой. Елецкие говоры не образуют самостоятельную группу говоров в связи с тем, что в области их распространения не отмечается сочетания ареалов собственно местных диалектных явлений, языковой комплекс елецких говоров состоит главным образом из диалектных явлений соседних групп говоров, отмечаемых непоследовательным распространением.
Как и другие межзональные говоры типа Б елецкие говоры сформировались в результате междиалектного взаимодействия носителей рязанских и курско-орловских говоров.
Елецкие говоры размещены в центральных и юго-восточных районах ареала южного наречия, они разделяют все южнорусские диалектные особенности, а также черты южной и юго-восточной диалектной зон, черты, общие для межзональных говоров типа Б южного наречия. Языковые черты юго-западной диалектной зоны и соседних групп говоров распространены не на всей территории елецких говоров, некоторые из этих черт совсем отсутствуют. Кроме того ряд общих черт объединяют елецкие говоры с оскольскими.
Елецкие говоры выделяются среди других южнорусских говоров небольшим числом диалектных явлений, среди которых отмечаются: щигровский тип диссимилятивного яканья и умеренно-диссимилитявное яканье; произношение [ш’] в соответствии аффрикате /ц/; распространение словоформы сно́п’йа и распространение формы родительного падежа единственного числа личного местоимения 1-го лица у мнê.

## Вопросы классификации
| Классификация: - Русский язык - Южнорусское наречие - Межзональные говоры типа Б Елецкие говоры на карте говоров южнорусского наречия (При нажатии на изображение территории какой-либо группы говоров будет осуществлён переход на соответствующую статью) |

На первой диалектологической карте русского языка, составленной в 1914 году, территория современных елецких говоров находилась на границе Южной и Восточной групп говоров южновеликоруского наречия. Как отдельная диалектная единица в составе диалектов русского языка елецкие говоры были выделены на диалектологической карте 1964 года, в составе говоров южного наречия они представляют собой часть переходных говоров, размещённых между центральной (курско-орловские говоры) и восточной (рязанские говоры) частью южнорусского ареала.

## Особенности говоров
Елецкие говоры размещены внутри ареалов южнорусского наречия, южной и юго-восточной диалектной зон, в связи с чем их языковой комплекс характеризуется бо́льшей частью южнорусских диалектных черт, а также всеми чертами диалектных зон южной локализации, кроме юго-западной диалектной зоны, которая охватывает елецкие говоры только ареалом I пучка изоглосс. Помимо этого в елецких говорах распространены некоторые явления, относящиеся к окраинным частям ареалов Курско-Орловской и Рязанской групп говоров, из них курско-орловская словоформа свекро́в’йа и рязанское ассимилятивное смягчение [к] после парных мягких согласных, /ч/ и /j/ охватывают область распространения елецких говоров полностью. Кроме того елецким говорам свойственны черты, общие для всех межзональных говоров типа Б южного наречия и общие с оскольскими говорами, а также некоторые местные диалектные явления, распространённые, как правило, непоследовательно.

### Южнорусские диалектные черты
Среди диалектных черт южного наречия отмечаются такие основные диалектные черты, как:
1. Аканье (неразличение гласных неверхнего подъёма после твёрдых согласных): д[а]ма́ «дома», к[а]са́ «коса», тр[а]ва́ «трава», м[ъ]локо́ «молоко», м[ъ]лова́т «маловат», го́р[а]д «город», на́д[а] «надо», выд[а]л «выдал» и т. п., в елецких говорах распространена разновидность аканья сильного (недиссимилятивного) типа[11][12][13]. При сильном аканье гласные /о/ и /а/ совпадают в первом предударном слоге после парных твёрдых согласных в гласном [а] вне зависимости от гласного под ударением: в[а]дá, в[а]ды́, в[а]ди́чка, под в[а]до́й, по в[а]де́ и т. п. Подобный тип аканья распространён также в рязанских и тульских говорах южного наречия, а также в западных и восточных среднерусских акающих говорах. Ему противопоставляется аканье диссимилятивного типа, распространённое в говорах юго-западной диалектной зоны, при котором /о/ и /а/ в первом предударном слоге совпадают в разных гласных ([а] или [ъ]) в зависимости от того, какой гласный находится под ударением[14];
2. Наличие звонкой задненёбной фонемы фрикативного типа /ү/ и её чередование с /х/ в конце слова и слога: но[ү]а́ — но[х] «нога» — «ног», бер’о[ү]у́с’ — бер’о́[х]с’а «берегусь» — «берёгся» и т. п.[15][16][17];
3. Произношение в интервокальном положении /j/, отсутствие ассимиляции и стяжения в возникающих при этом сочетаниях гласных: дêл[аjе]т, зн[аjе]т, ум[е́jе]т, нов[а́jа], нов[у́jу] и т. п.[18][19];
4. Отсутствие ассимиляции по назальности бм > мм: о[бм]а́н, о[бм]е́р’ал и т. п.[20][21][22];
5. Окончание -е в форме родительного падежа единственного числа у существительных женского рода с окончанием -а и твёрдой основой: у жен[е́] «у жены», со стен[е́] «со стены» и т. п.;
6. Различение форм дательного и творительного падежей существительных и прилагательных множественного числа: за но́выми дома́ми, к но́вым дома́м; с пусты́ми в’о́драми, к пусты́м в’о́драм[23];
7. Совпадение безударных окончаний 3-го лица множественного числа глаголов I и II спряжения настоящего времени: дела́й[у]т, пи́ш[у]т — ды́ш[у]т, но́с’[у]т[24];
8. Распространение слов: зе́лени, зеленя́, зе́ль «всходы ржи»; паха́ть[25]; лю́лька (подвешиваемая к потолку колыбель)[3]; коре́ц, ко́рчик в значении «ковш»; дежа́, де́жка «посуда для приготовления теста»[26]; гре́бовать в значении «брезговать»; слова с корнем чап (цап) для обозначения «приспособления для вынимания сковороды из печи»[3] и другие слова и диалектные черты.

### Черты южной диалектной зоны

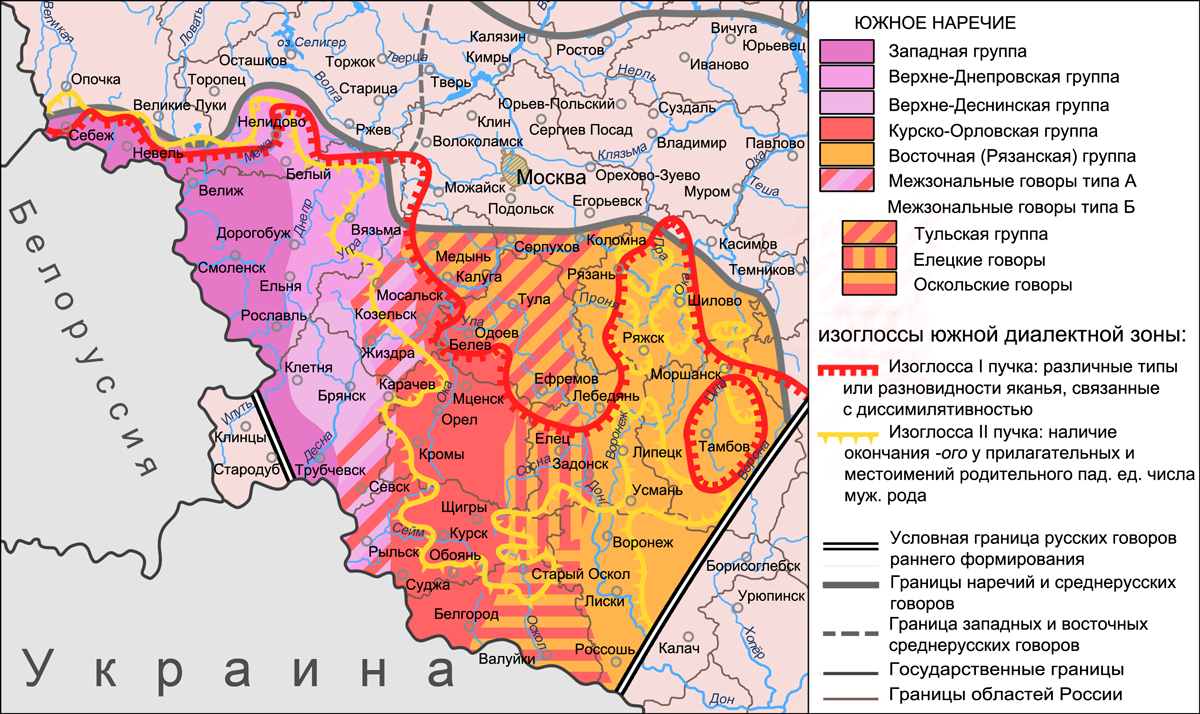
Южнорусские говоры в пределах ареалов языковых явлений I и II пучков изоглосс южной диалектной зоны

Елецкие говоры почти полностью охватываются ареалом южной диалектной зоны, черты этой диалектной зоны объединяют елецкие с другими южнорусскими говорами и противопоставляют все их тульским говорам, которые в ареал южной диалектной зоны не включаются. 

Для южной диалектной зоны характерны следующие языковые черты, выделяемые в два пучка изоглосс:
Языковые черты I пучка изоглосс включают: наличие различных типов или разновидностей яканья, связанных с диссимилятивностью (чисто диссимилятивные, а также переходные — умеренно-диссимилятивные, ассимилятивно-диссимилятивные и диссимилятивно-умеренные), в частности, в рязанских говорах распространён в основном ассимилятивно-диссимилятивный тип яканья; произношение слова молния как моло[н’йа́], моло[дн’а́] и слова высокий с мягким в’ ([ви]со́кой) и другие языковые черты.
Языковые черты II пучка изоглосс включают: произношение слов дыра, дырявый с мягким начальным д’: [ди]ра́, [ди]р’а́вой; распространение окончания -ого у прилагательных и местоимений в форме родительного падежа единственного числа мужского рода: но́вого, мойего́ и т. п.; наличие местоимения 3-го лица женского рода в винительном падеже единственного числа йейе́ и другие языковые черты.

### Черты межзональных говоров
Оскольские говоры разделяют все диалектные особенности, общие для межзональных говоров типа Б южного наречия:
1. Яканье — вокализм первого предударного слога после мягких согласных — умеренного и умеренно-диссимилятивного типа различных разновидностей.
2. Склонение слова мышь по типу существительных мужского рода (в литературном языке слово мышь относится к женскому роду).
3. Распространение глагольных форм 3-го лица без окончания т’[30], наиболее последовательно из которых в межзональных говорах встречаются соответствующие формы единственного числа от глаголов I спряжения: он нес’[о́] «он несёт», он дêла[йо] «он делает», а также безударные формы единственного числа II спряжения: он л’у́б[и] «он любит». В некоторых говорах глаголы 3-го лица без окончания т’ могут встречаться и в форме множественного числа II спряжения: они л’у́б’[а] «они любят», они сид’[а́] «они сидят». Данное явление, характерное для северо-западной диалектной зоны широко распространено в говорах Ладого-Тихвинской, Онежской, Гдовской и Псковской групп), а также за пределами северо-западной зоны в Поморской группе говоров.
4. Распространение личных форм от глаголов варить и валить с гласным о́ под ударением в основе: во́риш «варишь», во́лиш «валишь». Ареал данного явления частично захватывает также Рязанскую группу говоров.
5. Распространение следующих слов: рога́ч «ухват»[31]; заку́та, заку́т, заку́тка «постройка для мелкого скота»; загоро́дка «определённый вид изгороди»; держа́лен, держа́лка «ручка цепа»; цепи́нка, тепи́нка «бьющая часть цепа»; жерёбаная «жерёбая» (о лошади); ко́таная «суягная» (об овце); бруха́ть «бодать» (о корове); комари́ «муравьи» и т. д. Распространение слов рога́ч и бруха́ть связывает ареал межзональных говоров типа Б с рязанскими говорами, а распространение слов заку́та, заку́т, заку́тка, держа́лен, цепи́нка, тепи́нка — с курско-орловскими говорами.

Кроме того существует ряд диалектных черт, общих для елецких и оскольских говоров и неизвестных в говорах Тульской группы. К ним относится ряд черт курско-орловского происхождения, которые распространены преимущественно в западных частях ареалов елецких и оскольских говоров:
1. Произношение сочетания мн в соответствии сочетанию вн (наиболее последовательно в словах давно и равно): да[мн]о́, ра[мн]о́ и т. п.
2. Распространение существительных женского рода с окончанием -а и твёрдой основой, имеющих в формах дательного и предложного падежей безударное окончание -а, а также существительных мужского рода в форме предложного падежа с таким же окончанием: к мáм’[а] «к маме», в хáт’[а] «в хате», в колхо́з’[а] «в колхозе» и т. п.
3. Формы предложного падежа единственного числа с безударным окончанием -у у существительных среднего рода с мягкой основой: в по́л’[у] «в поле», в гн’о́здышк[у] «в гнёздышке» и т. п.
4. Распространение слова козю́ля «змея».

В числе диалектных черт Восточной (Рязанской) группы говоров, общих для елецких и оскольских говоров, отмечаются:
1. Произношение слова деверь с гласным /и/ под ударением в основе: д[и́]вер’.
2. Распространение слов: вилёк, велёк «валёк для выколачивания белья»; ко́чет «петух».

### Местные диалектные черты
Для елецких говоров характерно небольшое число местных диалектных черт:
1. Щигровский тип диссимилятивного яканья[32][33][34], а также умеренно-диссимилятивное яканье[35][36][37].

| Тип умеренно-диссимилятивного яканья | Тип умеренно-диссимилятивного яканья | Предударный гласный перед ударным | Предударный гласный перед ударным | Предударный гласный перед ударным | Предударный гласный перед ударным | Предударный гласный перед ударным | Предударный гласный перед ударным | Предударный гласный перед ударным | Предударный гласный перед ударным |
| ------------------------------------ | ------------------------------------ | --------------------------------- | --------------------------------- | --------------------------------- | --------------------------------- | --------------------------------- | --------------------------------- | --------------------------------- | --------------------------------- |
| Тип умеренно-диссимилятивного яканья | Тип умеренно-диссимилятивного яканья | á                                 | ó (из ô)                          | ó (из ъ)                          | ó (из е, ь)                       | у́                                 | и́                                 | é (из е, ь)                       | é (из ě)                          |
| I                                    | перед твёрдыми согл.                 | а                                 | а                                 | а                                 |                                   | а                                 | а                                 |                                   | и                                 |
| I                                    | перед мягкими согл.                  | и                                 | а                                 | а                                 | и                                 | а                                 | а                                 | и                                 | и                                 |
| II                                   | перед твёрдыми согл.                 | а                                 | а                                 | а                                 |                                   | а                                 | а                                 |                                   | а                                 |
| II                                   | перед мягкими согл.                  | и                                 | а                                 | а                                 | и                                 | а                                 | а                                 | и                                 | а                                 |
1. Произношение звука [ш’] в соответствии аффрикате /ч/ или менее регулярно [с] в соответствии аффрикате /ц/: но[ш’] «ночь», [ш’]ай «чай», до́[ш’]ка «дочка»; оте́[с] «отец», [с]еп «цеп», ли[с]о́ «лицо» и т. п. Данная черта является оной из ярких черт, характеризующих фонетическую систему Курско-Орловской группы говоров.
2. Распространение словоформы именительного падежа множественного числа сно́п’йа.
3. Форма родительного падежа единственного числа личного местоимения 1-го лица у мнê (наряду с формой у менê). Данная черта распространена в елецких говорах непоследовательно.